# Raklev
Raklev er en tidligere landsby i Raklev Sogn.
Raklev landsby bestod i 1682 af 10 gårde, 1 hus med jord og 2 huse uden jord. Det samlede dyrkede areal udgjorde 376,4 tønder land skyldsat til 86,90 tønder hartkorn. Dyrkningsformen var trevangsbrug.
Den kraftige byudvikling i tilknytning til Kalundborg i efterkrigstiden bevirkede, at der blev nedsat et byudvikllingsudvalg, som i en byudviklingsplan fra 1962 udpegede Raklev bys sydlige jorder til mellemzone, det vil sige til områder, som måtte forudses inddraget i byudviklingen på længere sigt. Byudviklingen bevirkede, at Raklev efterhånden blev opslugt som forstad til byen og nu udgør en integreret bydel i Kalundborg. Stort set hele den sydlige del af Raklev bys jorder er udstykket til villaer.